# پیترزتون سوپر الی
پیترزتون سوپر الی (به انگلیسی: Peterston-super-Ely) یک منطقهٔ مسکونی در بریتانیا است که در ویل آو گلامورگن واقع شده‌است. پیترزتون سوپر الی ۸۷۴ نفر جمعیت دارد.